# Karbonáty (geologie)

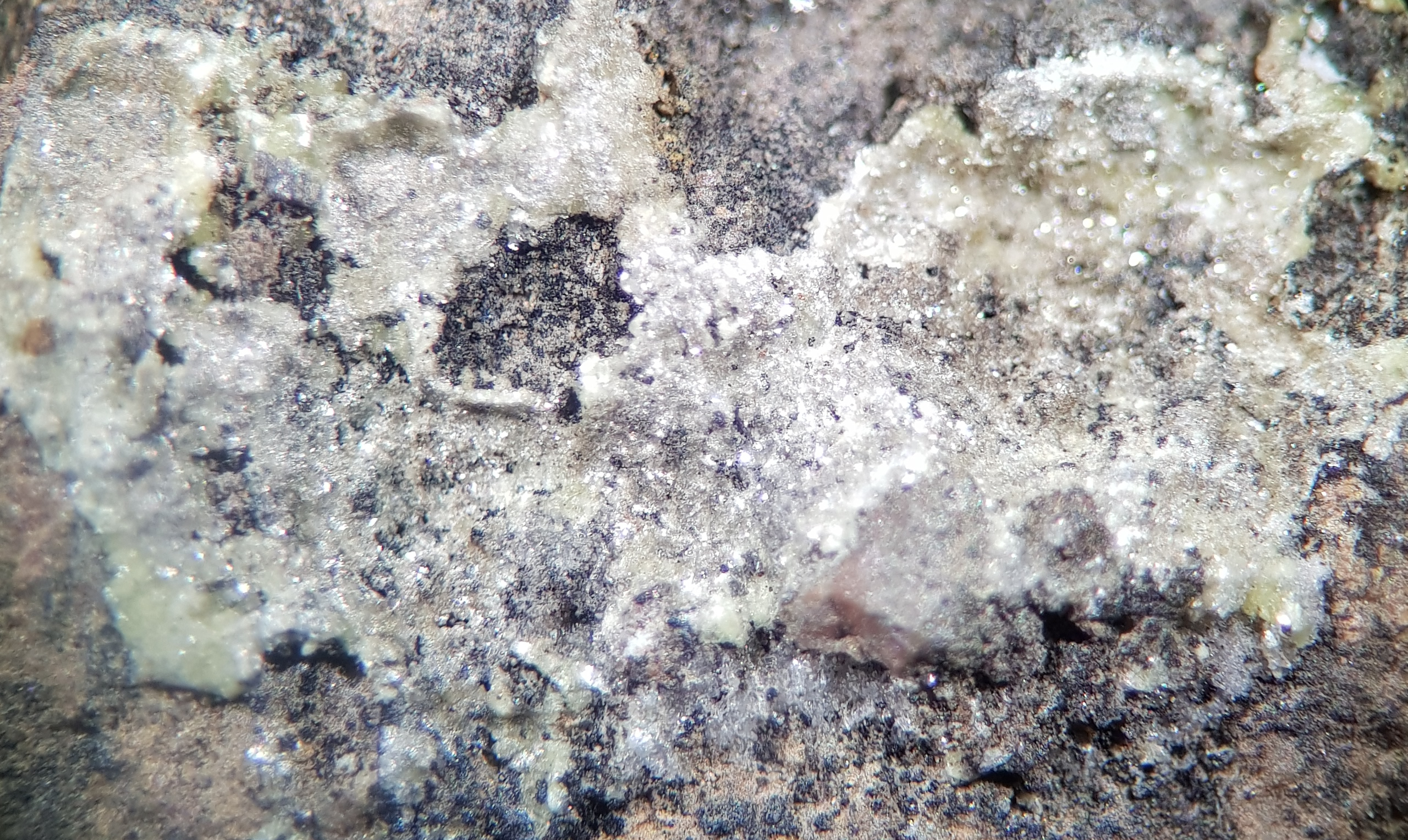
bezbarvý znucalit z Příbrami

Karbonáty neboli uhličitany jsou v geologii velmi rozšířenými minerály nekovového vzhledu, většinou světlých barev, snadno rozpustné v kyselinách (kalcit a aragonit i za studena). Tvoří se v nejrůznějších podmínkách, převážně jsou sedimentárního původu (vápence, dolomity), mnoho jich vzniká hydrotermálními pochody a také při zvětrávání (Pb, Cu, Zn a jiné karbonáty). Odpařováním solanek v tropických nebo pouštních podmínkách krystalují různé hydratované uhličitany.

## Členění karbonátů
Dělí se podle různých hledisek.

### Zjednodušeně rozdělení
1. hexagonální karbonáty, vyznačující se nápadnou romboedrickou štěpností, ke kterým patří kalcit, dolomit, magnezit, ankerit, siderit, rodochrozit, smithsonit a jiné. Jejich kationty se často vzájemně zastupují.
2. kosočtverecné karbonáty s méně výraznou prizmatickou štěpností, které reprezentují především aragonit, witherit, cerusit a jiné.
3. jednoklonné (bázické) karbonáty, například malachit, azurit.

### Karbonátové horniny
se z převážné části skládají z uhličitanů, obvykle z kalcitu, dolomitu, magnezitu nebo sideritu. Podle původu rozlišujeme:
1. karbonátové horniny sedimentární, které jsou v přírodě zastoupeny nejhojněji a k nimž patří vápence, dolomity, některé siderity a jiné.
2. karbonátové horniny metamorfované, na příklad mramory.
3. karbonátové horniny metasomatické, většinou to jsou magnezity.

### Členění podle struktutních typů

#### Karbonáty řady kalcitu
- Kalcit

- Magnezit

- Siderit

- Rodochrozit

#### Karbonáty řady aragonitu
- Aragonit

- Cerusit

#### Karbonáty skupiny dolomitu
- Dolomit

- Ankerit

#### Karbonáty s jiným typem struktury
- Malachit

- Azurit[3]